# МКС-58
МКС-58 — пятьдесят восьмая долговременная экспедиция Международной космической станции (МКС). Начало экспедиции — это момент отстыковки корабля «Союз МС-09» от МКС 20 декабря 2018 года, 01:40 UTC.
Изначально планировалось, что экспедицию начнут два члена экипажа космического корабля «Союз МС-10», который стартовал с космодрома Байконур 11 октября 2018 года. Но при пуске ракеты-носителя «Союз-ФГ» с ТПК «Союз МС-10» произошла нештатная ситуация, сработала система аварийной защиты, и космонавты совершили аварийную посадку.
Экспедиция начала работу экипажем космического корабля «Союз МС-11» в составе 3 человек, старт которого состоялся 3 декабря 2018 года. Экспедиция не делилась на привычные два этапа и была прекращена сразу после окончания стыковки «Союз МС-12» к МКС 15 марта 2019 года, 01:01 UTC.

## Экипаж
| Должность     | 20 декабря 2018 — 15 марта 2019 | № полёта | Корабль доставки |
| ------------- | ------------------------------- | -------- | ---------------- |
| Командир      | Олег Кононенко                  | 4        | Союз МС-11       |
| Бортинженер-1 | Давид Сен-Жак                   | 1        | Союз МС-11       |
| Бортинженер-2 | Энн Макклейн                    | 1        | Союз МС-11       |

## Ход экспедиции

### Принятый грузовой корабль
- SpaceX DM-1 — тестовые испытания нового пилотируемого корабля Crew Dragon в беспилотном режиме, запуск 2 марта 2019 года, стыковка 3 марта 2019 года, расстыковка и возвращение на Землю 8 марта 2019 года.